# Didanosina
Didanosina (2',3'-Dideoxyinosine oppure ddI o anche DDI) è un inibitore della trascrittasi inversa, efficace contro HIV e utilizzati in combinazione con altri farmaci retrovirali come parte della terapia antiretrovirale altamente attiva (HAART).

## Storia
Il pro-farmaco della didanosina, 2'3'-dideossiadenosina (DDA), è stato inizialmente sintetizzato da Morris J. Robins (docente di Chimica Organica presso la Brigham Young University) e da RK Robins nel 1964. Successivamente, Samuel Broder, Hiroaki Mitsuya, e Robert Yarchoan del National Cancer Institute (NCI) hanno osservato che DDA e ddI potevano inibire la replicazione del virus HIV in vitro. Furono quindi condotti i primi studi clinici che dimostrarono che didanosina aveva una certa attività nei pazienti affetti da infezione da HIV.
Per tale motivo il brevetto inerente a questo tipo di azione fu assegnato al National Cancer Institute (NCI). Dal momento che il NCI non produce direttamente per il mercato, il National Institutes of Health (NIH) ha aggiudicato una licenza esclusiva della durata di dieci anni alla Bristol-Myers Squibb Company (BMS) che quindi iniziò a commercializzare e vendere ddI in compresse con il nome commerciale di Videx.
Didanosina è diventato il secondo farmaco approvato per il trattamento dell'infezione da HIV in molti paesi. Negli Stati Uniti la Food and Drug Administration (FDA) l'approvò il 9 ottobre 1991. La sua approvazione ha contribuito a far scendere il prezzo della zidovudina (AZT), il primo farmaco anti-HIV.
Didanosina ha una stabilità acida debole ed è facilmente danneggiata dalla acidità gastrica. Pertanto, le compresse masticabili approvate dalla FDA includevano un composto tampone antiacido per neutralizzare l'acidità dello stomaco.
Le compresse masticabili non erano solo grandi e fragili, ma avevano anche un gusto sgradevole e il composto tampone poteva causare diarrea.
Anche se la formulazione originale non era approvata per la monosomministrazione, molti pazienti non riuscivano ad assumere più di una compressa al giorno per i motivi sopra descritti.
Alla fine dei suoi dieci anni di licenza, Bristol-Myers Squibb ha brevettato una nuova formulazione di didanosina (Videx EC) che la FDA ha approvato nel 2000. La nuova formulazione si caratterizza per una piccola capsula contenente alcune microsfere rivestite ed è pertanto molto più tollerata.

## Farmacocinetica
Dopo somministrazione per via orale Didanosina viene assorbita dal tratto gastrointestinale. La molecola è degradata in ambiente acido, pertanto le compresse masticabili commercializzate contengono degli eccipienti tamponanti in modo da innalzare il pH gastrico. Il farmaco deve essere somministrata a stomaco vuoto. Se didanosina viene assunta entro cinque minuti dall'ingestione di cibo, si osserverà un dimezzamento dei valori della concentrazione plasmatica massima (Cmax) e dell'area sotto la curva (AUC). Il volume di distribuzione allo steady-state (che in media si aggira sui 54 litri) farebbe pensare ad un certo assorbimento del farmaco da parte dei tessuti. 
Negli studi sperimentali un'ora dopo l'infusione endovenosa, i livelli di didanosina nel liquido cerebrospinale (CSF) sono pari al 21% delle concentrazioni plasmatiche. L'emivita plasmatica, dopo iniezione endovenosa, è di 1,4 ore. Nell'adulto la clearance renale è pari a circa il 50% della clearance totale corporea (800 ml/min). Il farmaco subisce sia filtrazione glomerulare che secrezione tubulare. Nelle urine si ritrova circa il 20% della dose orale. Nei bambini, in seguito a somministrazione endovenosa di 60 o 90 mg/m2, la concentrazione liquorale è del 46% rispetto a quella contemporaneamente misurabile nel plasma. L'emivita media, dopo iniezione endovenosa, è di 0,8 ore. La clearance renale è il 59% della clearance totale corporea. Meno del 5% della dose si lega alle proteine plasmatiche.

## Usi clinici
La didanosina è indicata nel trattamento di infezioni sintomatiche da HIV (AIDS e AIDS-related complex) in pazienti non tolleranti la zidovudina o che abbiano reagito in modo negativo alla zidovudina.
 
In seguito a trattamento con didanosina in pazienti affetti da AIDS si è osservato aumento di linfociti CD4 (considerati markers dell'attività antivirale), miglioramento dei parametri ematologici, aumento di peso e riduzione dei livelli sierici della proteina P24 (antigene virale).

## Dosi terapeutiche
La didanosina si somministra per via orale, in forma di compresse tamponate da 25, 50, 100 e 150 mg. In alcuni Paesi è commercializzata anche la soluzione orale di didanosina. 
Nei soggetti adulti, si somministrano fino a 4 mg/kg di peso corporeo ogni 12 ore, in forma di compresse, e fino a 5 mg/kg come soluzione orale. Le due forme farmaceutiche, compresse e soluzione orale, differiscono in termini di biodisponibilità e quindi non sono intercambiabili.
Nei bambini il dosaggio dipende dalla superficie corporea: fino a 0,4 m2 si somministrano 25 mg (compresse) o 31 mg (soluzione orale); tra 0,5 e 0,7 m2, 50 mg (compresse) o 62 mg (soluzione orale); tra 0,8 e 1 m2, 75 mg (compresse) o 94 mg (soluzione orale); tra 1,1 e 1,4 m2, 100 mg (compresse) o 125 mg (soluzione orale).

Il farmaco va somministrato a stomaco vuoto, almeno 2 ore prima o 2 ore dopo un pasto, e, per poter assicurare un apporto sufficiente di antiacido presente nella formulazione, si somministrano due compresse alla volta che andranno masticate, frantumate o disciolte in almeno 30 ml di acqua.

## Effetti collaterali
Gli effetti indesiderati riportati più frequentemente sono: pancreatite nel 6% e neuropatia periferica nel 16% dei pazienti trattati. 
Più frequentemente si è osservata diarrea (17,7%), grave solo nell'1,9% dei casi. Altri effetti: nausea e vomito (8%), brividi e febbre (5%), cefalea (5%), dolori (4%), eruzione cutanea e prurito (4%), astenia (3%), convulsioni (3%), polmonite (2%), infezioni (2%), confusione mentale (2%), insonnia (2%).

Con l'assunzione di didanosina è stata correlata l'insorgenza di insufficienza epatica ad eziologia sconosciuta.
 
In quattro bambini trattati con didanosina a dosi elevate (> 300 mg/m2/die) si è osservata depigmentazione della retina.

## Controindicazioni
La didanosina è controindicata in soggetti con ipersensibilità nota al farmaco oppure ad uno qualsiasi degli eccipienti impiegati nella formulazione.

A tal proposito, si fa presente che i quantitativi di magnesio e di sodio presenti nelle compresse potrebbero causare problemi in pazienti rispettivamente affetti da insufficienza renale di grado severo (clearance della creatinina minore di 30 ml/min) o a dieta povera di sodio.
Per la presenza di fenilalanina (derivata dall'aspartame usato come dolcificante), le compresse di didanosina dovrebbero essere sconsigliate in pazienti affetti da fenilchetonuria. 
Il rapporto rischio/beneficio in caso di contemporanea somministrazione di didanosina e rifampicina o rifabutina dovrà essere oggetto di attenta valutazione da parte del medico terapeuta.

## Sovradosaggio
Gli studi clinici eseguiti hanno dimostrato che, in caso di sovradosaggio con somministrazione di didanosina a dosi dieci volte superiori a quelle consigliate, è possibile che si verifichino complicazioni secondarie a iperuricemia, disfunzione epatica, pancreatite, neuropatia periferica. Ad oggi Non si conosce un antidoto specifico. Didanosina è comunque dializzabile, almeno parzialmente, per emodialisi.

## Interazioni
- Rifampicina e rifabutina: la somministrazione concomitante di questi farmaci e didanosina è stata associata a casi di morte improvvisa e, per tale motivo, dovrebbe essere evitata.
- Ganciclovir: nel 13% dei pazienti che assumevano ganciclovir in combinazione con didanosina si è osservata mielosoppressione, in particolare della serie rossa, con emoglobinemia al di sotto di 8 g/dl.
- Ribavirina: possibile aumento dei livelli intracellulari di didanosina e della tossicità (acidosi lattica, iperlattatemia, insufficienza epatica, neuropatia periferica, pancreatite)
- Allopurinolo: aumento della Cmax e della AUC di didanosina.
- Tetracicline: poiché le compresse di didanosina commercializzata in Italia contengono un antiacido a base di alluminio, deve essere evitata la assunzione concomitante di tetracicline.
- Cibo: la presenza di cibo nello stomaco riduce del 50% la quota di farmaco assorbita, a causa della aumentata acidità.
- Alcool: l'assunzione di alcool può aumentare la tossicità della didanosina.